# Tim Hopper
Tim Hopper is een Amerikaans acteur.

## Filmografie

### Films
Uitgezonderd korte films.
- 2023 Perpetrator - als Gene Baptiste
- 2022 Rounding - als dr. Max Simonson
- 2021 Our Father - als Henry
- 2019 Knives and Skin - als Dan Kitzmiller
- 2018 The Pages - als admiraal
- 2017 Our Father - als Henry
- 2016 A Family Man - als Tommy
- 2016 Operator - als visser
- 2015 Consumed - als Jeff Paul
- 2009 Tenderness – als Dan Komenko
- 2007 Gardener of Eden – als Bill Huxley
- 2007 First Born – als officier White
- 2006 The Mikes – als Mike Stanley
- 2003 School of Rock – als vader van Zack
- 2002 Pipe Dream – als Mitch Farkas
- 2002 Personal Velocity: Three Portraits – als Mr. Brown
- 2001 Vanilla Sky – als man in blauw pak
- 2000 Perfect Murder, Perfect Town: JonBenét and the City of Boulder – als ??
- 1997 Ties to Rachel – als Lester
- 1995 To Die For – als Mike Warden
- 1994 Squanto: A Warrior's Tale – als William Bradford
- 1992 The Last of the Mohicans – als Ian
- 1991 Frankie and Johnny – als Lester
- 1991 Class Action – als Howie
- 1989 Howard Beach: Making a Case for Murder – als ??
- 1987 Off the Mark – als fietser

### Televisieseries
Uitgezonderd eenmalige gastrollen.
- 2024 Emperor of Ocean Park - als senator Edelman - 2 afl.
- 2017 - 2023 Chicago Fire - als kapitein Tom Van Meter - 26 afl.
- 2023 Power Book IV: Force - als Michael Weller - 2 afl.
- 2020 Next - als Robert Vaanwyck - 2 afl.
- 2020 Utopia - als Dale Warwick - 3 afl.
- 2016 - 2018 Grave Secrets - als verteller - 17 afl.
- 2015 - 2017 Empire - als dr. Steve Calhoun - 2 afl.
- 2016 The Exorcist - als superintendent Jaffey - 5 afl.
- 2013 - 2014 The Americans - als Sanford Prince - 4 afl.
- 2006 As the World Turns – als rechter Steve Cloby – 2 afl.
- 1997 – 1999 Oz – als Rick Donn – 10 afl.

### Computerspellen
- 2010 Need for Speed: World – als stem
- 2008 Need for Speed: Undercover – als stem